# She (groupe musical)
 (septembre 2020).
La mise en forme du texte ne suit pas les recommandations de Wikipédia : il faut le « wikifier ».
Les points d'amélioration suivants sont les cas les plus fréquents :
- Les titres sont pré-formatés par le logiciel. Ils ne sont ni en capitales, ni en gras.
- Le texte ne doit pas être écrit en capitales (les noms de famille non plus), ni en gras, ni en italique, ni en « petit »…
- Le gras n'est utilisé que pour surligner le titre de l'article dans l'introduction, une seule fois.
- L'italique est rarement utilisé : mots en langue étrangère, titres d'œuvres, noms de bateaux, etc.
- Les citations ne sont pas en italique mais en corps de texte normal. Elles sont entourées par des guillemets français : « et ».
- Les listes à puces sont à éviter, des paragraphes rédigés étant largement préférés. Les tableaux sont à réserver à la présentation de données structurées (résultats, etc.).
- Les appels de note de bas de page (petits chiffres en exposant, introduits par l'outil «  Source ») sont à placer entre la fin de phrase et le point final[comme ça].
- Les liens internes (vers d'autres articles de Wikipédia) sont à choisir avec parcimonie. Créez des liens vers des articles approfondissant le sujet. Les termes génériques sans rapport avec le sujet sont à éviter, ainsi que les répétitions de liens vers un même terme.
- Les liens externes sont à placer uniquement dans une section « Liens externes », à la fin de l'article. Ces liens sont à choisir avec parcimonie suivant les règles définies. Si un lien sert de source à l'article, son insertion dans le texte est à faire par les notes de bas de page.
- La présentation des références doit suivre les conventions bibliographiques. Il est recommandé d'utiliser les modèles {{Ouvrage}}, {{Chapitre}}, {{Article}}, {{Lien web}} et/ou {{Bibliographie}}. Le mode d'édition visuel peut mettre en forme automatiquement les références.
- Insérer une infobox (cadre d'informations à droite) n'est pas obligatoire pour parachever la mise en page.

Pour une aide détaillée, merci de consulter Aide:Wikification.
Si vous pensez que ces points ont été résolus, vous pouvez retirer ce bandeau et améliorer la mise en forme d'un autre article.
 (septembre 2020).
Pour les articles homonymes, voir She (homonymie).
she est un projet musical formé en 2003 par l'artiste, producteur et musicien polonais Lain Volta Trzaska, parfois appelé shemusic ou Lain Volta. En tant que producteur principal, auteur-compositeur et instrumentiste, Lain est le seul membre officiel du groupe, mais il collabore souvent avec des chanteurs.
Lain est connu pour avoir plusieurs projets musicaux différents en simultané, y compris Imagery by Sound, D7VON, 4ikai et Spillexo.

## Histoire
Lain Volta Trzaska est né le 20 juin 1983 à Cracovie, Pologne. A cinq ans, Il déménage en Suède, où il apprend à jouer du piano et du violon. Malgré son apprentissage précoce de la musique, il ne s'y intéresse que bien plus tard dans sa vie. Lors de son enfance, ses centres d’intérêts étaient plutôt le dessin et l'écriture de bandes dessinées.
En 1997, Lain commence à créer de la musique en utilisant le programme FastTracker pour la bande sonore des jeux vidéo qu'il conçoit. C'est à cette époque que Lain et ses amis organisent des petits concours pour voir qui pouvait créer la chanson la plus «cool». Ces concours encouragent Lain à poursuivre une carrière musicale. Son intérêt pour l'art et la musique aboutit plus tard à la création de "she".
En 2003, Lain lance son projet "she", en changeant son style musical habituel inspiré par les jeux vidéo pour un style plus orienté vers un groupe musical, à partir de son premier album officiel Emit and Exude en 2004. En plus d'adosser la musique à une narration écrite, Emit and Exude  explore un son plus environnemental et industriel tout en conservant certains éléments de sa musique de jeux vidéo (notamment des éléments de chip-tune et de sons de jeux). Lain explique que le but de l'album est d'établir son style musical et de créer le sentiment que quelque chose "vient de naître". Tandis que "Reborn" représente la création de she, "Trains" représente une destination incertaine et le reste de l'histoire provient de l'imagination de l'auditeur.
Le mois de mars 2005 marque la sortie de son deuxième album officiel, Digital Ambient Designs, sous le nom de she, qui, comme son nom l'indique, est un album avec un style musical centré sur un style électronique ambiant. La narration établie dans Emit and Exude se poursuit, même si le déroulement objectif de l'histoire reste incertain. Comme pour la plupart des albums de Trzaska, c'est à l'auditeur de continuer l'histoire.
En juin 2007, she sort un album gratuit nommé Days, qui se concentre sur la narration d'une histoire. Il est aussi disponible sur internet. Peu de temps après, la suite de Days, intitulée Nights, est annoncée comme étant en production. Traveling by Night sort également en août.
En juin 2008, peu de temps après la sortie de Coloris, Lain Trzaska est contacté par la maison de disques japonaise Pony Canyon pour signer un contrat musical. Pony Canyon lance ensuite l'album Coloris dans un format physique et numérique sur tout le marché asiatique, pendant que Lain conserve ses droits d'auteur dans le monde entier, à l'exclusion du Japon. La production de Nights continue, mais finit par être arrêtée après des difficultés avec le matériel et les logiciels. Cela conduit à une brève interruption artistique et à la réécriture de toutes les chansons de l'album. En 2008, she sort également l'EP Chiptek et un single intitulé 2008.
En 2009, Trzaska continue son travail en produisant la nouvelle version de Nights ainsi qu'un deuxième album majeur avec le label Pony Canyon. Malgré sa détermination à prendre en charge les deux projets en même temps, il commence finalement à ressentir les effets de la surcharge de travail et met Nights en pause indéfinie le 3 mars. Cela lui permet de se concentrer seulement sur la sortie de l'album sous le label Pony Canyon, ce qui donne lieu à la sortie du deuxième album majeur de she avec Pony Canyon, Orion. Il est considéré comme une suite directe de l'histoire racontée dans l'album Coloris. Après la sortie d'Orion, Lain Trzaska annonce qu'il va bientôt reprendre la production de Nights.
Au début de l'année 2011, après plus d'un an d'interruption professionnelle, Lain sort le single Make Me Real, une musique centrée sur une pièce vocale plus lente et plus ambiante, similaire à son travail plus ancien de 2004.
En mai 2012, Lain annonce que le projet «she» est mis en pause indéfinie. Il précise plus tard qu'il n'interrompt pas pour autant sa carrière en tant qu'artiste. Quelques jours plus tard, Lain annonce que le projet "shemusic" (inspiré principalement de Electro House / Chiptune et Ambient Acoustic) allait se scinder en deux. Il explique encore que le nouveau projet musical sera connu sous le nom de "Imagery by Sound". she et Imagery by Sound représentent désormais les deux aspects de shemusic. Alors que «she» suit un chemin inspiré des genres Electro House et Chiptune, Imagery by Sound se concentre maintenant sur le côté ambient / acoustique et électro expérimental de shemusic. Imagery by Sound revendique les albums précédents (Insomnia, Days, Digital Ambient Designs) de she comme un héritage musical. Le prochain album Nights sera rattaché au projet Imagery by Sound.
En décembre 2012, Insomnia devient le premier EP sorti par Imagery by Sound, avec le single "Darkness of my Past" qui voit le jour fin août. Ils sont tous deux sortis gratuitement en octobre. En septembre de la même année, Lain sort un nouveau LP appartenant au projet shemusic intitulé Electric Girl, qui avait été mis de côté en 2010.
En mars 2013, son nouveau projet parallèle "4ikai" est annoncé. Il a pour but d'explorer le style plus ambiant et glitch de la musique de Lain sans être lié à she ou à la continuité narrative et musicale de Imagery by Sound. Bien que le nom du projet ait été établi, il ne verra pas de sortie musicale officielle en 2013 ou en 2014.
En novembre 2014, Lain annonce la sortie d'un nouvel album de she au printemps 2015. Un des titres de l'album sortira quelques semaines avant l'album lui-même. Cette sortie est repoussée jusqu'en décembre 2015, date à laquelle le prochain album de she, Chiptune Memories, est sorti. Cet album et son lyrisme reflètent fortement des concepts et des technologies anciennes, avec des instruments générés à partir des consoles Game Boy, de Sega Genesis FM Chips et des consoles Nintendo Entertainment Systems.
En janvier 2015, presque deux ans après l'annonce par Lain de son projet parallèle 4ikai, l'EP Hyperborea sort, inaugurant officiellement une œuvre musicale sous le nom de 4ikai. Le mois de mars suivant, deux nouveaux singles ("Thaw" et "Winter Dynamics") sont également présentés.
En octobre 2016, Lain sort un nouvel EP nommé Abyss. Un mois plus tard, Trzaska annonce une suite de la narration développée dans les albums Coloris et Orion, qui sortirait sous la forme d'un troisième album.
En février 2017, 4ikai réalise un EP contenant 5 pistes nommé Analogica. Lain complète cette sortie musicale avec une autre création en décembre pour le projet she, intitulée Chroma. Cet album a pris une direction musicale différente de celle des versions précédentes, en y ajoutant des références à la musique électronique des années 80, en se détachant du style de  Coloris et Orion.
En février 2018, Lain produit, "The Doctor's Intro Theme", la musique d'introduction de Dr DisRespect, qui diffuse en streaming sur la plateforme Twitch. Conformément à une habitude établie à la fois par Chroma et l'esthétique globale du personnage de Dr DisRespect, cette création musicale est fortement influencée par les années 80.

## Style musical
Bien que sa musique puisse être qualifiée d'électro et de chiptune, elle intègre aussi des éléments de la musique ambiente et de musique classique. En utilisant un mélange d'anciens ordinateurs 8-bits avec d'autres équipements modernes, sa musique est produite dans le style bitpop.[réf. nécessaire]
Même si les albums de she sont de nature électronique, ils peuvent varier en genres d'un album à l'autre. Par exemple, le premier album de she, Emit and Exude, est un mélange d'électro-industriel et de guitares électriques; cependant, le troisième album sorti par she, Pioneer, est un album chiptune qui utilise une console Game Boy comme instrument principal, alors que sa première sortie majeure avec Pony Canyon, Coloris, est un album dance-electronica.
Lain utilise souvent des instruments acoustiques avec des synthétiseurs (cela fait appel à ses racines musicales liées au piano classique).
Un effet utilisé souvent dans sa musique est la "distorsion synthétique", c'est-à-dire qu'il rend la musique "glitchy" ou "plus lente" comme s'il s'agissait d'un fichier mp3 ou un CD endommagé. Cela donne l'impression que la musique est endommagée.
Lain utilise souvent Renoise, une Station audionumérique basée sur l'histoire et le développement des logiciels de soundtracker, pour créer sa musique. Il produit sa musique le plus fréquemment avec le logiciel musical Sound Forge.

## Visuels et graphismes

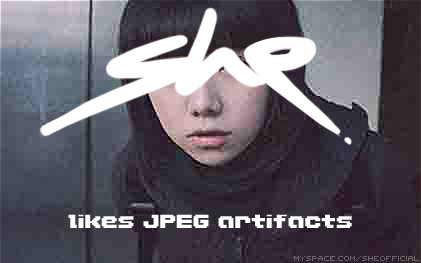
Art promotionnel de l'ère Myspace (2005-2008) pour shemusic.

Les graphismes, les illustrations et les dessins qui entourent les sorties musicales de she sont directement liés à chaque album et les images et la musique de ces albums sont destinées à raconter une histoire. Par exemple, l'album Days a été créé comme s'il s'agissait d'une nouvelle où chaque chanson introduit un nouveau chapitre. Lain explique que à mesure que les sons, les effets et les paroles donnent des indices sur l'histoire de l'album, "l'auditeur crée des images et des événements dans sa tête, complétant ainsi l'histoire".
Un thème récurrent dans l'art officiel de she est l'effet que certaines images semblent être endommagées ou mal compressées. Tout comme avec la distorsion musicale présente dans la plupart de sa musique, les images sont conçues pour donner l'impression que le fichier est incomplet, endommagé et mal affiché.
Lain utilise le symbolisme dans ses images en les reliant souvent à des éléments de narration.

## Discographie
La plupart des publications de she sont disponibles par téléchargement sur le site officiel Bandcamp sous la partie She.
L'album Electric Girl, initialement prévu pour une sortie en 2010, a été reporté à novembre 2012.
La musique de l'album Days est utilisée comme bande sonore dans le film 12 Fl oz.
she publie occasionnellement des compilations de chansons gratuites appelées "she music collections" qui disparaissent peu de temps après leur sortie. Ces collections contiennent de la musique ancienne, des démos, des morceaux d'albums déjà parus, des versions alternatives de chansons, etc.

### Sorties majeures
- Coloris - 17 juin 2008
- Orion - 16 septembre 2009
- Electric Girl - 29 novembre 2012 (le 10 novembre 2010 était la date de sortie prévue)
- Chiptune Memories - 3 décembre 2015
- Aspire[18] - 8 novembre 2019

### EP et compilations
- Emit and Exude - 4 mai 2004
- digital ambient designs - 16 mars 2005
- Pioneer - 20 décembre 2006
- Days - 17 juin 2007
- Chiptek - 1er novembre 2008
- Journeys[19],[20] - 10 mai 2011
- Insomnia by Imagery by Sound[21] - 6 décembre 2012
- Come See Me[22],[23] - 21 septembre 2014
- Come a Little Closer[24] - 18 mars 2015
- Abyss[25] - 14 octobre 2016
- Chroma[26] - 8 décembre 2017
- Drift[27] - 6 novembre 2018
- Harvest[28] - 28 août 2020

### Singles
- And Beyond - 5 juillet 2005
- Songbird - 10 février 2007
- 2008 / Chiptune Superstar - 20 décembre 2008
- Make Me Real[29],[30] - 25 mars 2011
- Always Yours - 13 décembre 2012
- Distortia - 13 janvier 2013
- Since You Left[31] - 3 mars 2013
- Break The Silence - 28 mars 2013
- Come See Me - 25 juin 2013
- Archetype - 19 juillet 2013
- Easy Action - 13 septembre 2013
- Axiom[32] - 28 avril 2015